# Numeri di maglia ritirati dalle franchigie della National Football League

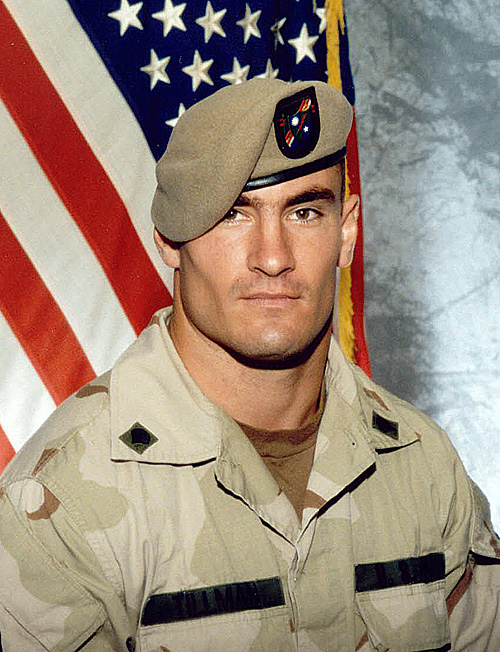
Il nº 40 di Tillman è stato l'ultimo ritirato dai Cardinals.

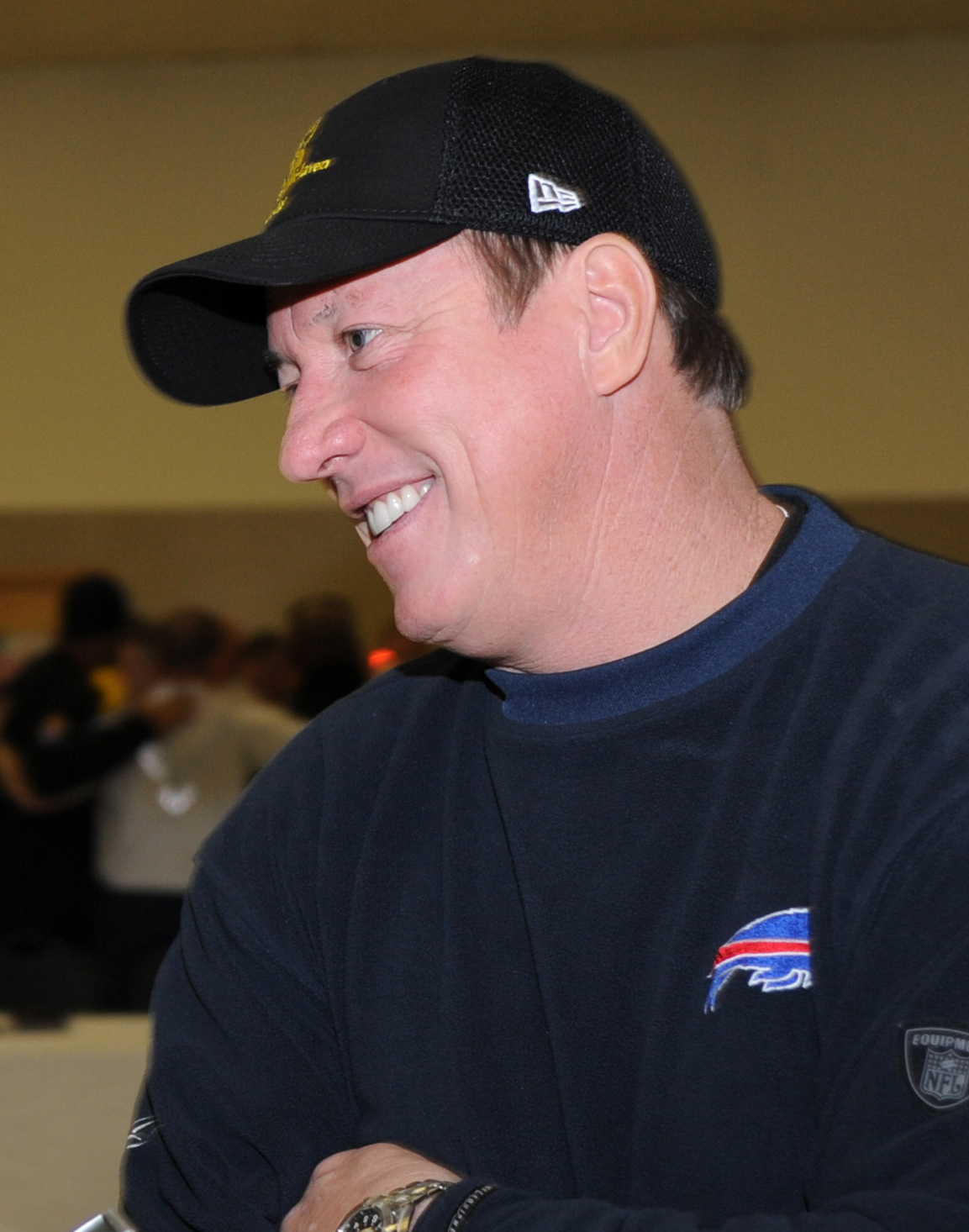
Il nº 12 di Kelly è stato il primo ritirato dai Bills.

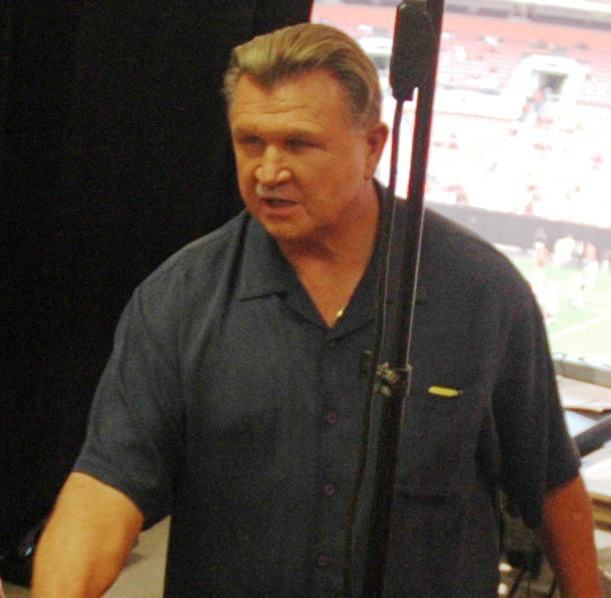
Dopo il nº 89 di Ditka i Bears non ritireranno più numeri.

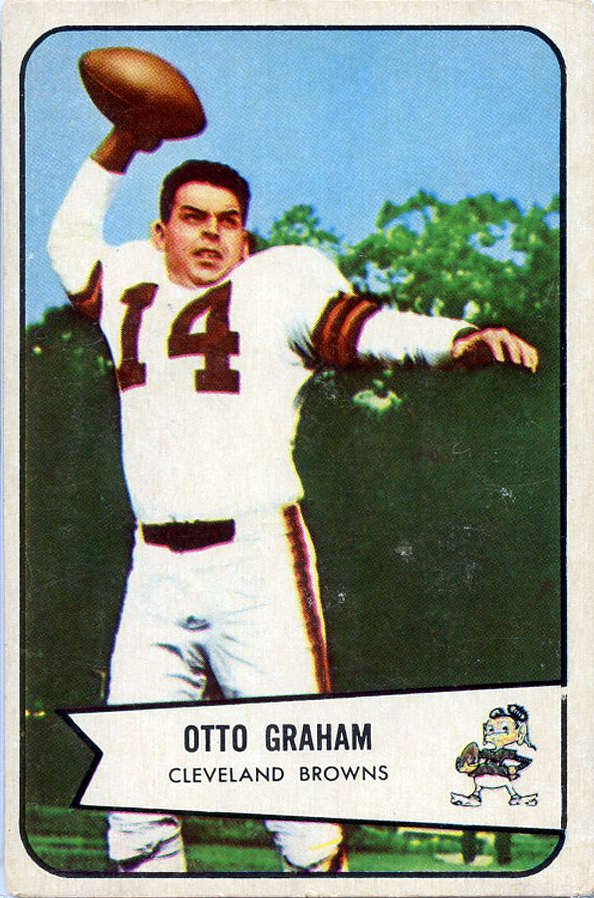
Il nº 14 di Graham è stato il primo ritirato dai Browns.

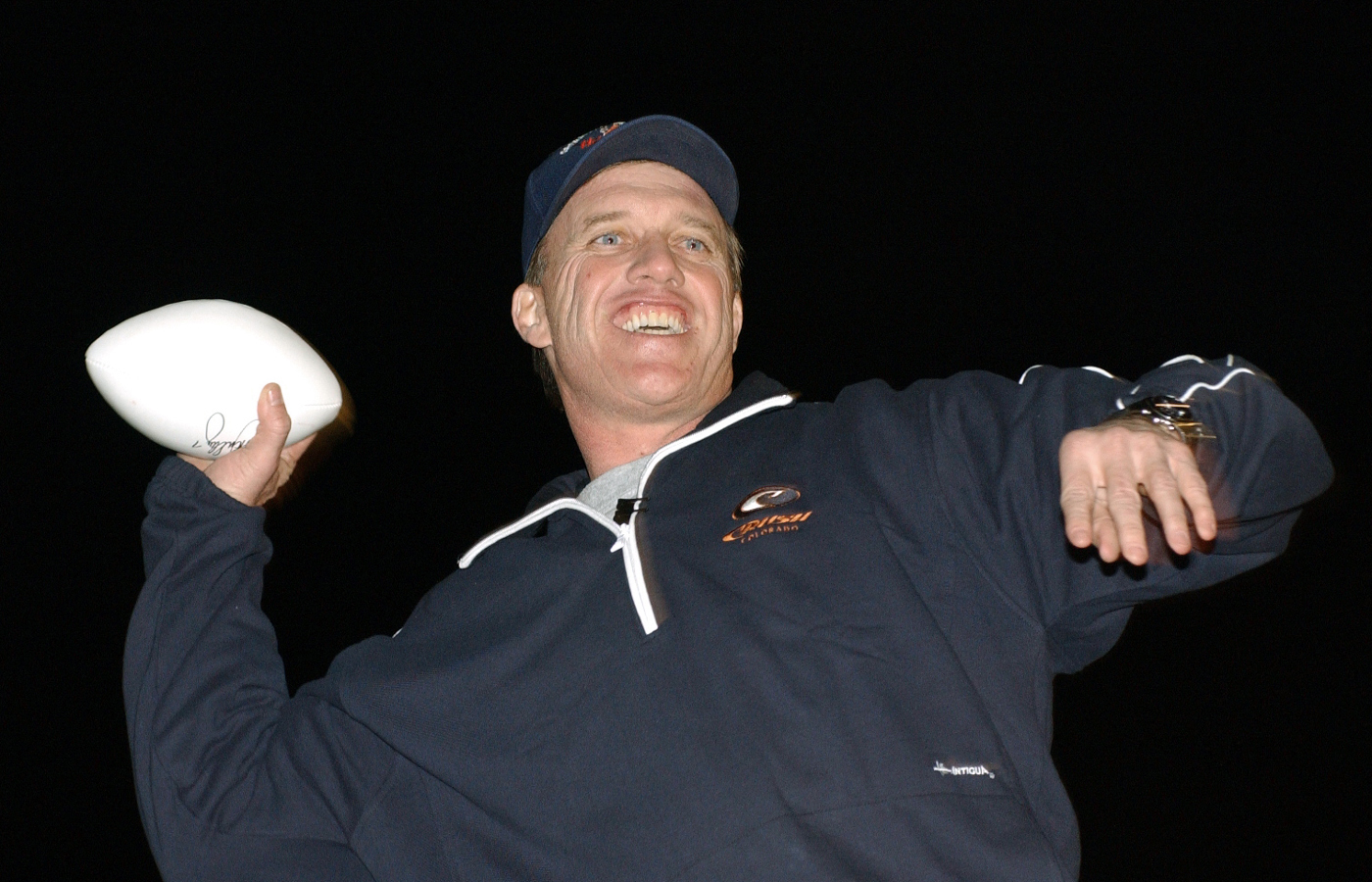
Il nº 7 di Elway è stato l'ultimo ritirato dai Broncos.

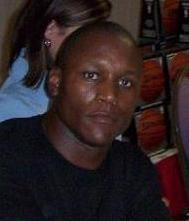
Il nº 20 di Sanders è stato l'ultimo ritirato dai Lions.

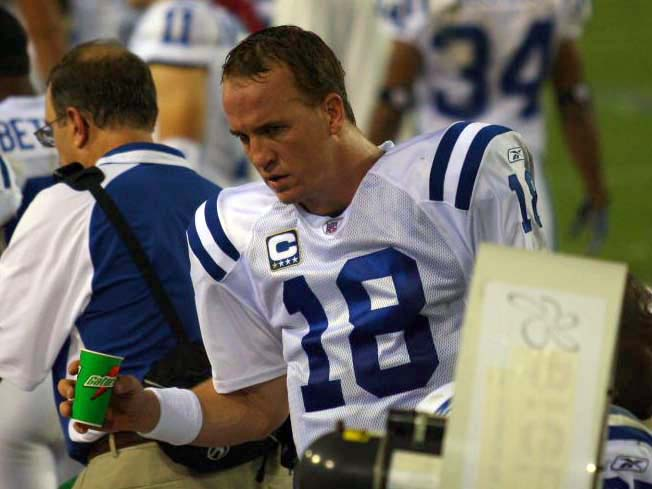
Il nº 18 di Manning è stato l'ultimo ritirato dai Colts.

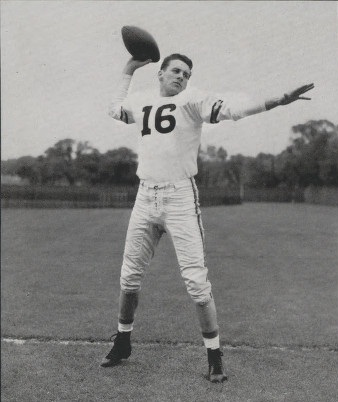
Dawson è stato l'unico ad indossare il nº 16 nei Chiefs.

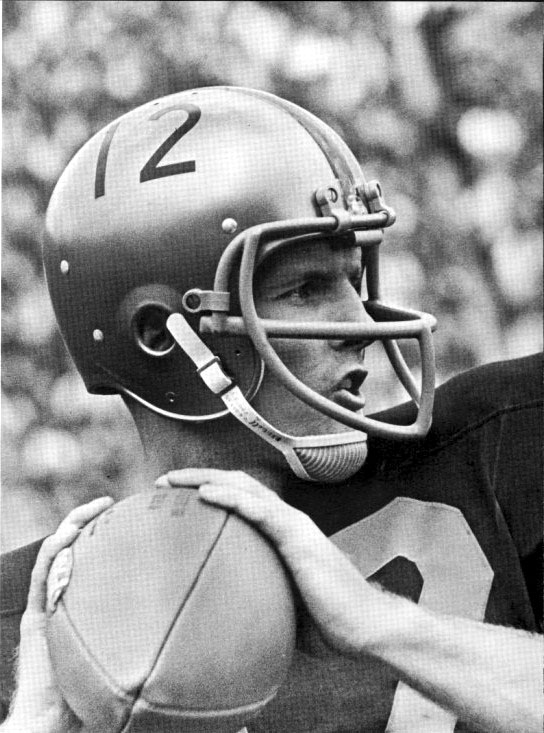
Il nº 12 di Griese è stato il primo ritirato dai Dolphins.

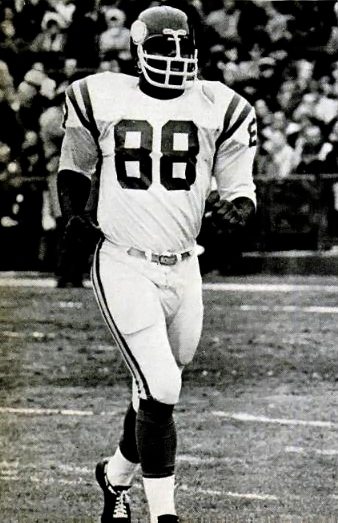
Il nº 88 di Page è stato il secondo ritirato dai Vikings.

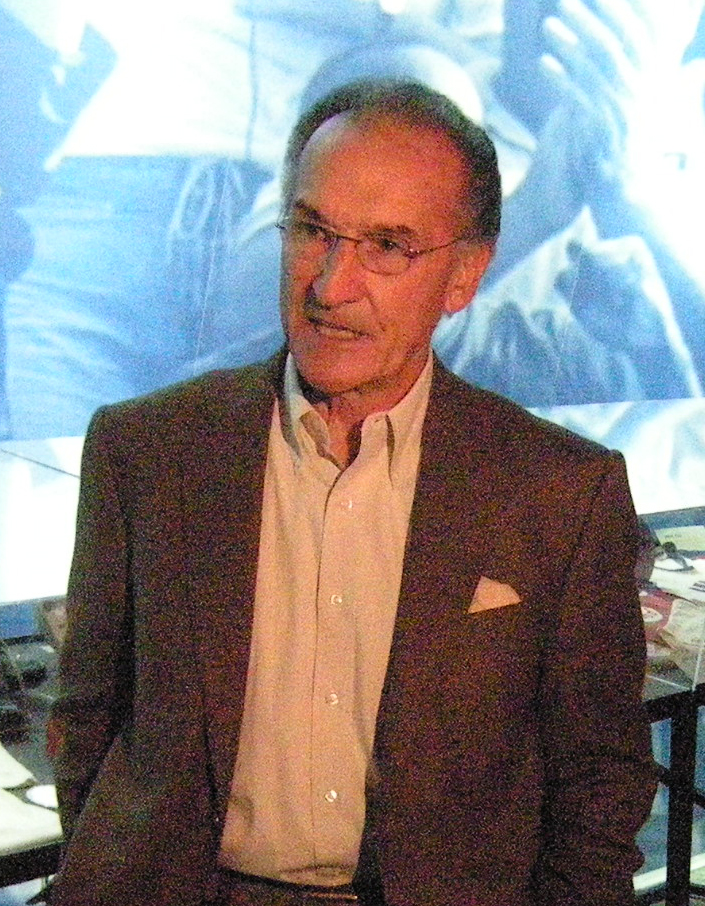
Il nº 20 di Cappelletti è stato il primo ritirato dai Patriots.

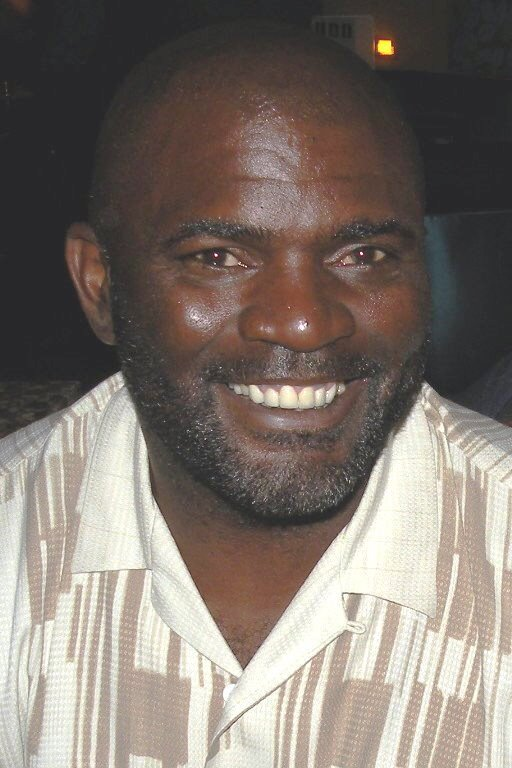
Il nº 56 di Taylor è stato il penultimo ritirato dai Giants.

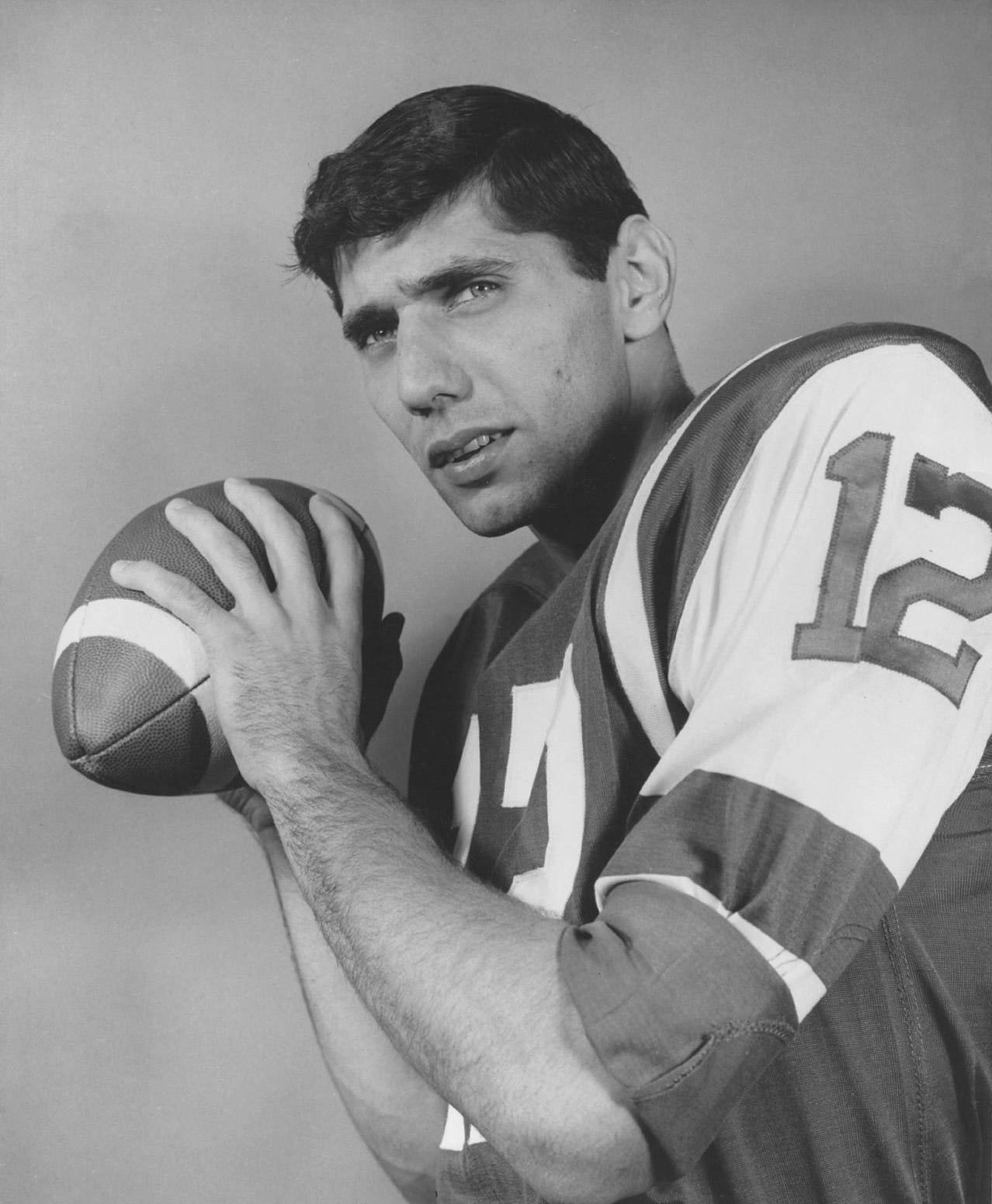
Il nº 12 di Namath è stato il primo ritirato dai Jets.

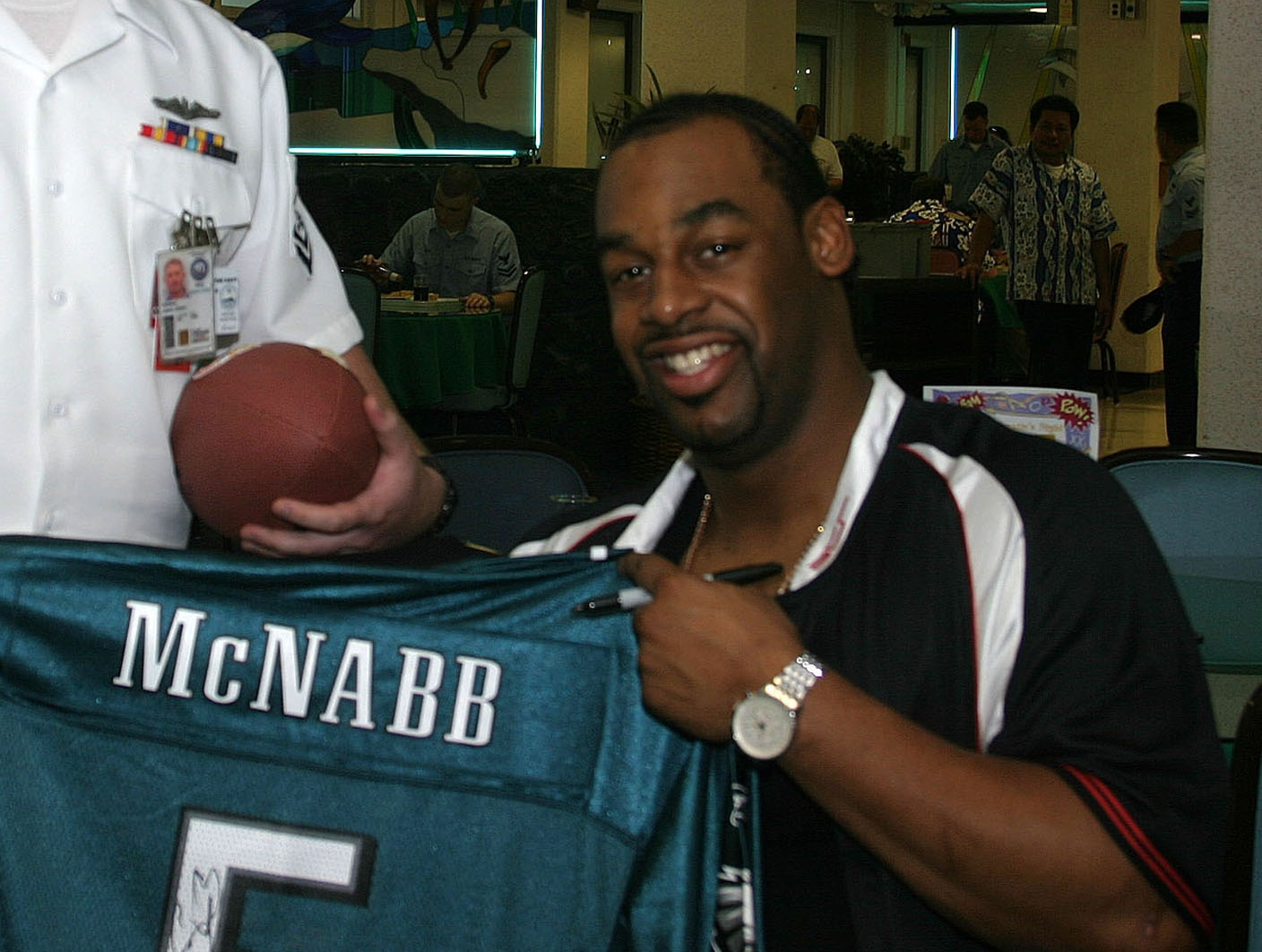
Il nº 5 di McNabb è stato l'ultimo ritirato dagli Eagles.

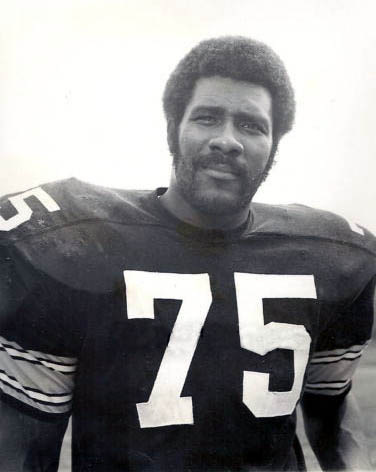
Il nº 75 di Greene è stato l'ultimo ritirato dagli Steelers.

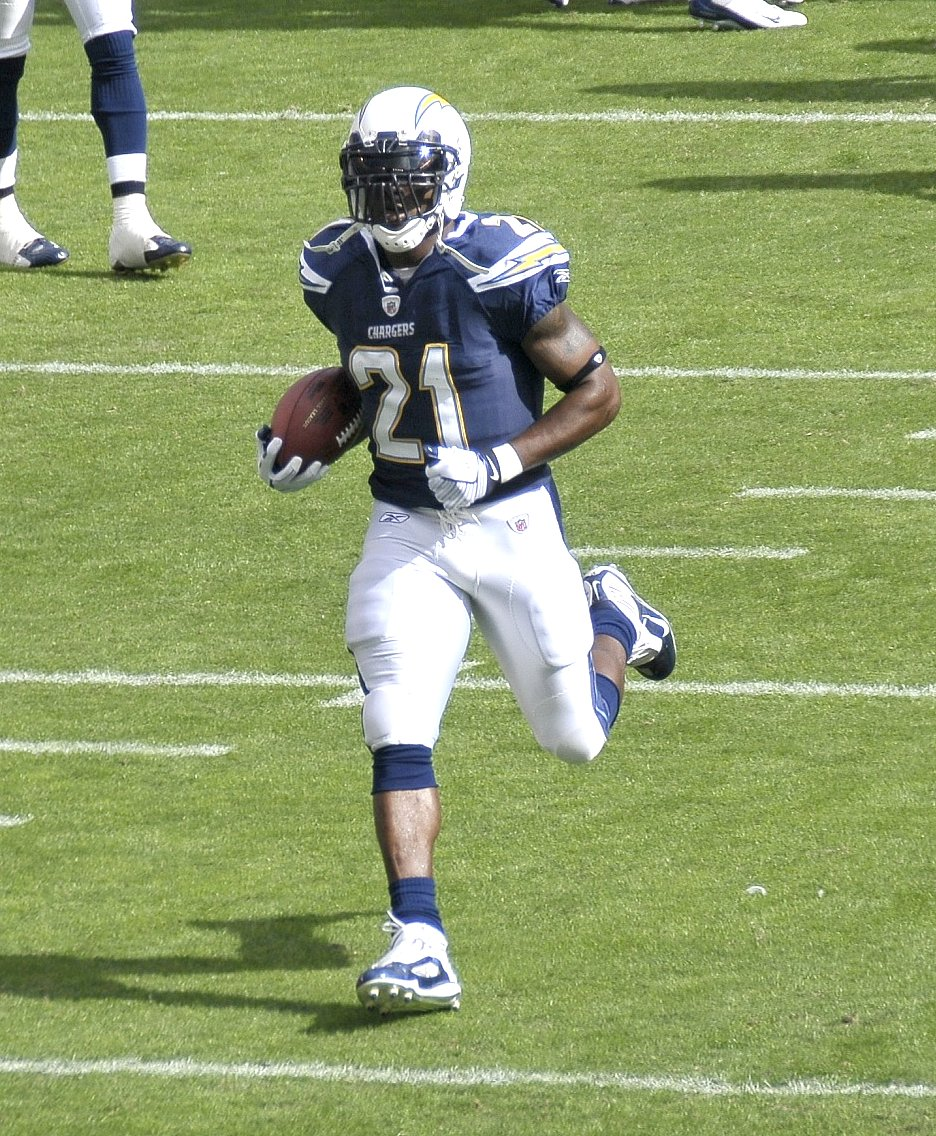
Il nº 21 di Tomlinson è stato l'ultimo ritirato dai Chargers.

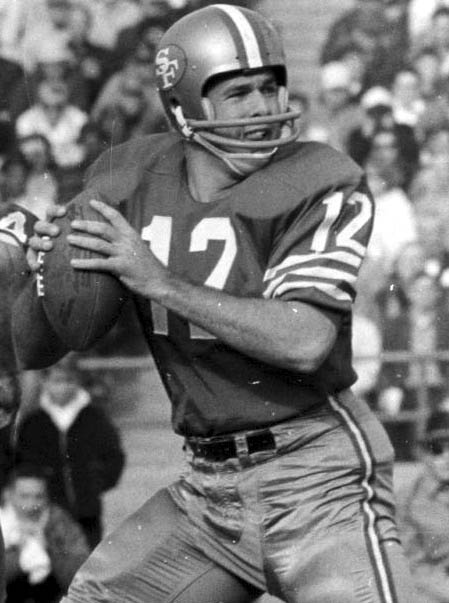
Il nº 12 di Brodie è stato il quarto ritirato dai 49ers.

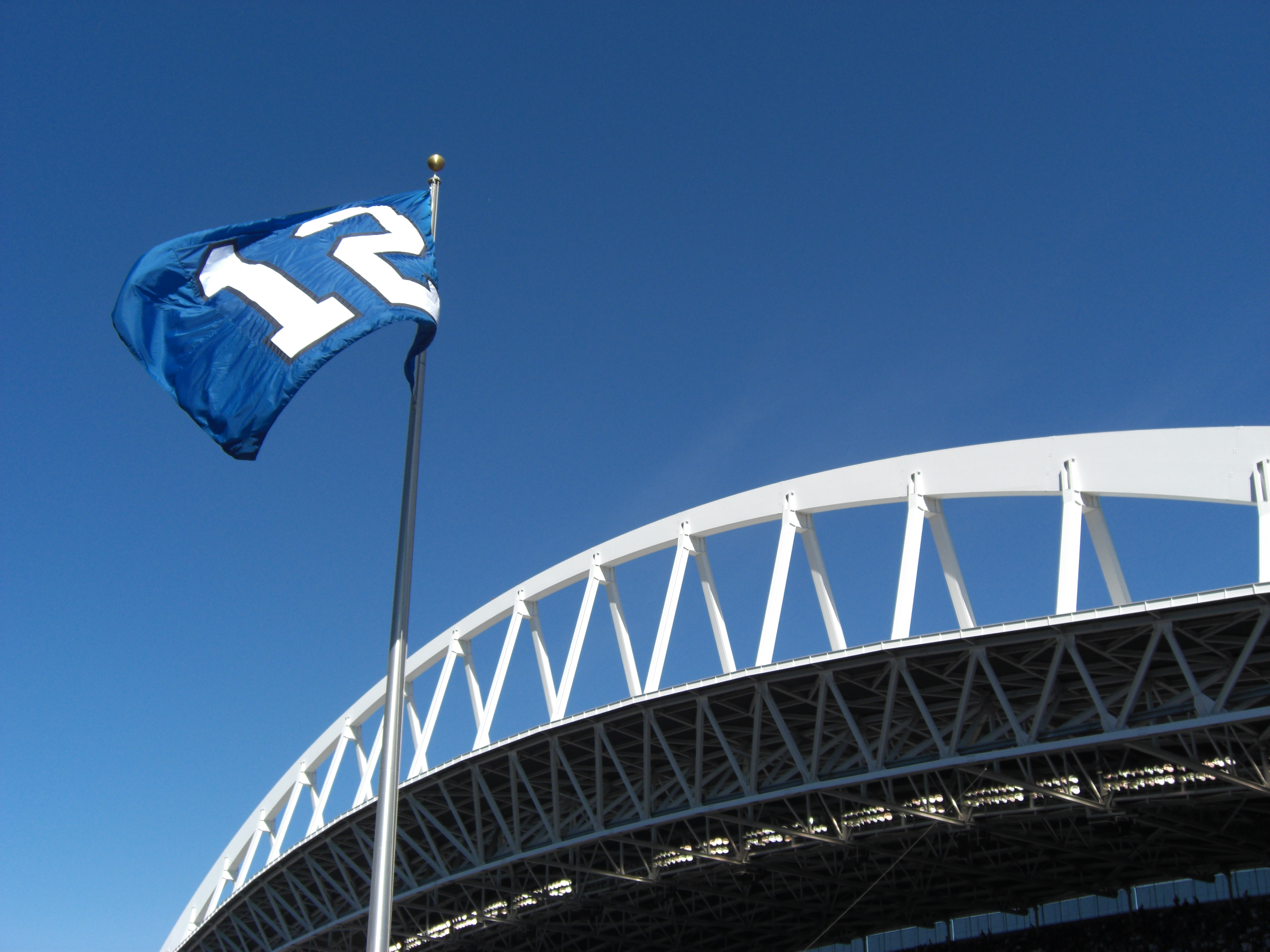
Il nº 12 dei Seahawks è l'unico caso di numero ritirato non in onore di un giocatore.

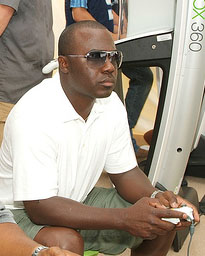
Il nº 28 di Faulk è stato il penultimo ritirato dai Rams.

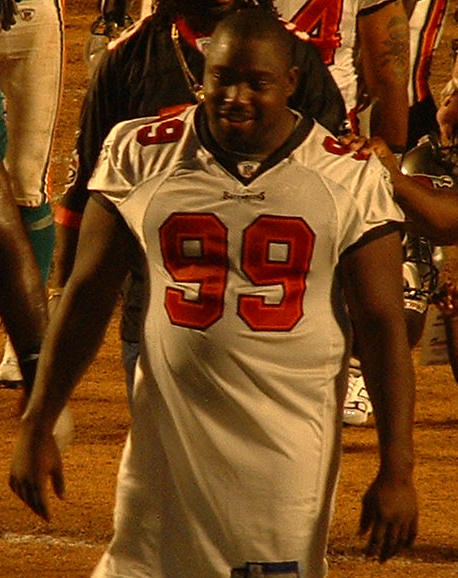
Il nº 99 di Sapp è stato il penultimo ritirato dai Buccaneers.

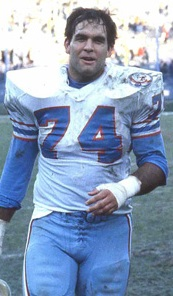
Il nº 74 di Matthews è stato il penultimo ritirato dai Titans.

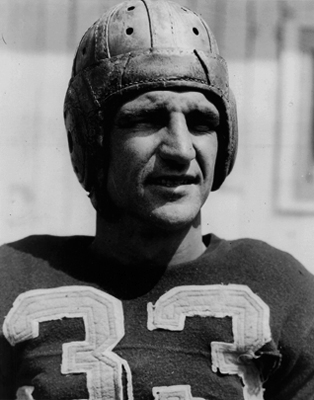
Il nº 33 di Baugh è l'unico ritirato dai Redskins.

La seguente è la lista dei numeri di maglia che la maggior parte delle franchigie della National Football League (NFL) hanno ritirato nel corso della loro storia per omaggiare quei giocatori che, vestendo la loro divisa, si sono più di altri particolarmente distinti per eccezionali prestazioni agonistiche. Meno frequentemente i numeri vengono inoltre ritirati in memoriam e postumi, in segno di rispetto nei confronti di giocatori deceduti in circostanze tragiche sia dentro che fuori dal campo da gioco.

## Fatti e statistiche
- Da quando l'NFL ha concesso tale pratica, 146 sino ad oggi sono stati i giocatori che hanno visto ritirare il proprio numero dalle franchigie per le quali hanno giocato. Di essi ben 101 sono stati inseriti nella Pro Football Hall of Fame.
- I Chicago Bears sono la squadra che ha ritirato più numeri, ben 14, rispetto ogni altra squadra della lega. Tuttavia, annunciando il ritiro del numero 89 di Mike Ditka, hanno anche reso noto che tale ritiro sarebbe stato anche l'ultimo della loro storia[1]. Le squadre che invece ne hanno ritirati di meno sono Carolina Panthers, Cincinnati Bengals e Washington Redskins, tutte e tre con un solo numero ritirato.
- Due sono le franchigie della NFL che non praticano questa politica di ritiro dei numeri, i Dallas Cowboys e gli Oakland Raiders. In aggiunta a queste due ve ne sono altre tre che non hanno ancora ritirato alcun numero ma che essendo nate solo di recente (meno di 20 anni fa)[2], potrebbero ritirarne in futuro. Esse sono i Baltimore Ravens, gli Houston Texans ed i Jacksonville Jaguars.
- Quattro sono invece le franchigie che pur avendo ufficialmente ritirato solo un numero (o due nel caso di Bills e Steelers), adottano principalmente una politica di "ritiro non ufficiale", ovvero all'atto pratico i numeri non sono disponibili per nessun giocatore dell'organico, anche se in teoria, non essendo stati ritirati ufficialmente, potrebbero esserlo. È questo il caso dei numeri 32 (indossato per ultimo da O.J. Simpson) e 34 (indossato per ultimo da Thurman Thomas) dei Buffalo Bills[3]; del numero 78 (indossato per ultimo da Anthony Muñoz) dei Cincinnati Bengals[4]; dei numeri 1 (indossato per ultimo da Gary Anderson), 12 (indossato per ultimo da Terry Bradshaw), 32 (indossato per ultimo da Franco Harris), 36 (indossato per ultimo da Jerome Bettis), 52 (indossato per ultimo da Mike Webster), 58 (indossato per ultimo da Jack Lambert), 59 (indossato per ultimo da Jack Ham), 63 (indossato per ultimo da Dermontti Dawson), 86 (indossato per ultimo da Hines Ward) dei Pittsburgh Steelers[5] e dei numeri 7 (indossato per ultimo da Joe Theismann), 9 (indossato per ultimo da Sonny Jurgensen), 28 (indossato per ultimo da Darrell Green), 42 (indossato per ultimo da Charley Taylor), 43 (indossato per ultimo da Larry Brown), 44 (indossato per ultimo da John Riggins), 49 (indossato per ultimo da Bobby Mitchell), 65 (indossato per ultimo da Dave Butz), 70 (indossato per ultimo da Sam Huff ed eccezionalmente solo nel 1994 da Leonard Marshall), 81 (indossato per ultimo da Art Monk) dei Washington Redskins[6], che, dopo esser stati indossati per ultimi da tali campioni, non sono più stati concessi in uso a giocatori venuti dopo. Riguardo ai Redskins inoltre, non è stato reso noto se il numero 21 del safety Sean Taylor, non più indossato a partire dalla stagione seguente la sua morte (avvenuta nel 2007), sia stato non ufficialmente ritirato o meno, anche se molte petizioni da parte dei tifosi della franchigia furono promosse affinché il numero venisse ritirato ufficialmente[7].
- Nel 2009 i Detroit Lions ritirarono il numero 93 dopo che il defensive end Corey Smith, il giocatore che l'indossava, fu dato per disperso, probabilmente morto, dopo che la barca sulla quale si trovava con alcuni suoi amici per una battuta di pesca, si rovesciò al largo delle coste della Florida[8]. Il numero tuttavia fu ritirato per una sola stagione e già nel 2010 fu riassegnato al defensive end Kyle Vanden Bosch.
- Il numero maggiormente ritirato è il 12, tolto in circolazione da sei squadre, al quale fanno da contraltare l'11, il 15, il 21, il 24, il 29, il 36, il 41, il 43, il 45, il 46, il 50, il 53, il 54, il 58, il 61, il 65, il 71, il 76, l'81, l'82, l'86, l'87, il 90 ed il 96, ritirati in tutti i casi da una sola squadra tra le 32 della lega.
- L'unico giocatore il cui numero è stato ritirato (postumo) da più di una franchigia è Reggie White, il cui 92 è stato ritirato sia dai Green Bay Packers che dai Philadelphia Eagles.
- L'unico caso in cui un numero ritirato non è stato indossato da nessun giocatore è quello del 12 ritirato dai Seattle Seahawks, i quali hanno ritirato tale numero per omaggiare il proprio pubblico considerato il 12º uomo in campo. Ritirato nel 1984, il numero fu in precedenza indossato dal 1977 al 1983 dal quarterback Sam Adkins, che rimane ad oggi anche l'unico giocatore nella storia della franchigia ad averlo indossato[9].
- Nonostante la NFL non abbia imposto in onore di un singolo giocatore il ritiro di un determinato numero allargato a tutta la lega, i numeri 0 e 00 non sono più permessi dal 1973, anno dell'introduzione del vigente sistema di numerazione per ruolo. Prima di allora la loro adozione era invece consentita, ed i giocatori Johnny Olszewski, Jim Otto e Ken Burrough furono i tre che optarono per tali numeri.[10]

## Elenco dei numeri ritirati dalle franchigie della NFL
Legenda
| Giocatore | Giocatore la cui maglia è stata ritirata                                        |
| Nº        | Numero di maglia ritirata                                                       |
| Ruolo     | Ruolo (o ruoli qualora ve ne sia più di uno) ricoperto dal giocatore            |
| Squadra   | Squadra che ha ritirato il numero in questione                                  |
| Anni      | Stagioni disputate nella squadra che ha ritirato il numero in questione         |
| Note      | Informazioni aggiuntive riguardo al numero in questione                         |
|           | Indotto nella Pro Football Hall of Fame                                         |
| ^         | Inserito nella classifica dei migliori 100 giocatori di tutti i tempi della NFL |
| †         | Inserito nella formazione ideale del 75º anniversario della NFL                 |
| ‡         | Inserito in una o più formazioni ideali del decennio della NFL                  |
| ±         | Vincitore del titolo di MVP della NFL                                           |

### Elenco dei numeri ritirati dalle franchigie della NFL
| Giocatore              | Nº | Ruolo        | Squadra              | Anni                 | Note |
| ---------------------- | -- | ------------ | -------------------- | -------------------- | --- |
| Larry Wilson†‡         | 8  | S            | Arizona Cardinals    | 1960-72              | |
| Pat Tillman            | 40 | S            | Arizona Cardinals    | 1998-01              | Ritirato postumo. |
| Stan Mauldin           | 77 | OT           | Arizona Cardinals    | 1946-48              | Ritirato postumo. |
| J. V. Cain             | 88 | TE           | Arizona Cardinals    | 1974-78              | Ritirato postumo. |
| Marshall Goldberg      | 99 | HB           | Arizona Cardinals    | 1939-43, 1946–48     | |
| Steve Bartkowski       | 10 | HB           | Atlanta Falcons      | 1975-85              | |
| William Andrews        | 31 | RB           | Atlanta Falcons      | 1979-83, 1986        | |
| Jeff Van Note          | 57 | C            | Atlanta Falcons      | 1969-86              | |
| Tommy Nobis‡           | 60 | LB           | Atlanta Falcons      | 1969-86              | |
| Jim Kelly              | 12 | QB           | Buffalo Bills        | 1986-96              | |
| Bruce Smith‡^          | 78 | DE           | Buffalo Bills        | 1985-99              | |
| Sam Mills              | 51 | LB           | Carolina Panthers    | 1995-97              | Ritirato postumo. Mills è uno dei due soli giocatori della NFL, il cui numero è stato ritirato da due franchigie. |
| Bronko Nagurski^†‡     | 3  | FB           | Chicago Bears        | 1930-37, 1943        | |
| George McAfee‡         | 5  | RB           | Chicago Bears        | 1940-41, 1945–50     | |
| George Halas‡          | 7  | DE           | Chicago Bears        | 1920-28              | |
| Willie Galimore        | 28 | RB           | Chicago Bears        | 1957-63              | |
| Walter Payton^†‡±      | 34 | RB           | Chicago Bears        | 1975-87              | |
| Gale Sayers^†‡         | 40 | RB           | Chicago Bears        | 1965-71              | |
| Brian Piccolo          | 41 | RB           | Chicago Bears        | 1965-69              | Ritirato postumo. |
| Sid Luckman^‡±         | 42 | QB           | Chicago Bears        | 1939-50              | |
| Dick Butkus^†‡         | 51 | LB           | Chicago Bears        | 1965-73              | |
| Bill Hewitt‡           | 56 | DE           | Chicago Bears        | 1932-36              | |
| Bill George‡           | 61 | LB           | Chicago Bears        | 1952-65              | |
| Clyde Turner‡          | 66 | C / LB       | Chicago Bears        | 1940-52              | |
| Red Grange^‡           | 77 | RB           | Chicago Bears        | 1925-34              | |
| Mike Ditka^†           | 89 | TE           | Chicago Bears        | 1961-66              | |
| Bob Johnson            | 54 | C            | Cincinnati Bengals   | 1968-79              | Numero indossato dal solo Johnson, nella storia della franchigia. Dal 1968 al 1969 indossato in AFL. |
| Otto Graham^†‡         | 14 | QB           | Cleveland Browns     | 1946-55              | Dal 1946 al 1949 indossato in AAFC. |
| Jim Brown^†‡±          | 32 | FB           | Cleveland Browns     | 1957-65              | |
| Ernie Davis            | 45 | RB           | Cleveland Browns     | -                    | Ritirato postumo. Ufficialmente Davis non ha mai disputato alcuna stagione con i Browns, in quanto deceduto nel training camp del 1962. |
| Don Fleming            | 46 | S            | Cleveland Browns     | 1960-62              | |
| Lou Groza‡             | 76 | OT / K       | Cleveland Browns     | 1946-59, 1961–67     | Dal 1946 al 1949 indossato in AAFC. |
| John Elway^‡±          | 7  | QB           | Denver Broncos       | 1983-99              | |
| Frank Tripucka         | 18 | QB           | Denver Broncos       | 1960-63              | Indossato solo in AFL. Col permesso di Tripucka, fu concesso l'uso del numero al quarterback Peyton Manning nel 2012-2013. |
| Floyd Little           | 44 | HB           | Denver Broncos       | 1967-75              | Indossato dal 1967 al 1969 in AFL. |
| Dutch Clark‡±          | 7  | QB           | Detroit Lions        | 1934-38              | |
| Barry Sanders^†‡±      | 20 | RB           | Detroit Lions        | 1989-1998            | Ritirato espressamente come numero di maglia di Sanders, nonostante precedentemente indossato anche dal running back Billy Sims e dal defensive back Lem Barney, ambedue in cima alle classifiche di tutti i tempi dei Lions nelle loro rispettive posizioni. |
| Bobby Layne‡           | 22 | QB / K       | Detroit Lions        | 1950-58              | |
| Doak Walker            | 37 | QB / K / P   | Detroit Lions        | 1950-55              | |
| Joe Schmidt^‡          | 56 | LB           | Detroit Lions        | 1953-65              | Col permesso di Schmidt, fu concesso l'uso del numero al linebacker Pat Swilling dal 1993 al 1994. |
| Chuck Hughes           | 85 | WR           | Detroit Lions        | 1970-71              | Ritirato postumo. Col permesso della famiglia Hughes, fu concesso l'uso del numero al wide receiver Kevin Johnson nel 1995. |
| Tony Canadeo‡          | 3  | HB           | Green Bay Packers    | 1941-52              | |
| Brett Favre^‡±         | 4  | QB           | Green Bay Packers    | 1992-07              | |
| Don Hutson^†‡±         | 14 | WR / DB / K  | Green Bay Packers    | 1935-45              | |
| Bart Starr^‡±          | 15 | QB           | Green Bay Packers    | 1956-71              | |
| Ray Nitschke^†‡        | 66 | LB           | Green Bay Packers    | 1958–72              | |
| Reggie White^†‡        | 92 | DE           | Green Bay Packers    | 1993-98              | Ritirato postumo. White è l'unico giocatore della NFL il cui numero è stato ritirato da due franchigie. |
| Peyton Manning^‡±      | 18 | QB           | Indianapolis Colts   | 1998-11              | |
| Johnny Unitas^†‡±      | 19 | QB           | Indianapolis Colts   | 1956-72              | Ritirato come Baltimore Colts. |
| Buddy Young            | 22 | RB           | Indianapolis Colts   | 1953-55              | Ritirato come Baltimore Colts. |
| Lenny Moore^‡          | 24 | HB           | Indianapolis Colts   | 1956–67              | Ritirato come Baltimore Colts. |
| Art Donovan‡           | 79 | DT           | Indianapolis Colts   | 1950, 1953–61        | Ritirato come Baltimore Colts. |
| Jim Parker^†‡          | 77 | OL           | Indianapolis Colts   | 1957-67              | Ritirato come Baltimore Colts. |
| Raymond Berry^†‡       | 82 | WR           | Indianapolis Colts   | 1955–67              | Ritirato come Baltimore Colts. |
| Gino Marchetti^†‡      | 34 | DE           | Indianapolis Colts   | 1953–66              | Ritirato come Baltimore Colts. |
| Jan Stenerud†          | 3  | K            | Kansas City Chiefs   | 1967-79              | Dal 1967 al 1969 indossato in AFL. |
| Len Dawson             | 16 | QB           | Kansas City Chiefs   | 1962-75              | Numero indossato dal solo Dawson, nella storia della franchigia. Dal 1962 al 1969 fu indossato in AFL. |
| Emmitt Thomas          | 18 | CB           | Kansas City Chiefs   | 1966-78              | Dal 1966 al 1969 indossato in AFL. |
| Abner Haynes           | 28 | RB           | Kansas City Chiefs   | 1960-64              | Numero indossato dal solo Haynes, nella storia della franchigia e solo in AFL. |
| Stone Johnson          | 33 | RB           | Kansas City Chiefs   | -                    | Ritirato postumo. Ufficialmente Johnson non ha mai disputato alcuna stagione con i Chiefs, in quanto deceduto nel training camp del 1963. |
| Mack Lee Hill          | 36 | RB           | Kansas City Chiefs   | 1964-65              | Ritirato postumo ed indossato solo in AFL. |
| Derrick Thomas‡        | 58 | LB           | Kansas City Chiefs   | 1989-99              | Ritirato postumo. Nonostante ritirato solo nel 2009, il numero 58 non fu più indossato da nessuno dopo la morte di Thomas. |
| Willie Lanier^†        | 63 | LB           | Kansas City Chiefs   | 1967-77              | Dal 1967 al 1969 indossato in AFL. |
| Bobby Bell^‡           | 78 | LB           | Kansas City Chiefs   | 1963-74              | Dal 1963 al 1969 indossato in AFL. |
| Buck Buchanan          | 86 | DT           | Kansas City Chiefs   | 1963-75              | Dal 1963 al 1969 indossato in AFL. |
| Bob Waterfield‡±       | 7  | QB           | Los Angeles Rams     | 1945-52              | |
| Marshall Faulk^±       | 28 | RB           | Los Angeles Rams     | 1999–06              | Ritirato come St. Louis Rams. |
| Eric Dickerson^‡       | 29 | RB           | Los Angeles Rams     | 1983-87              | |
| Merlin Olsen^†‡        | 74 | DT           | Los Angeles Rams     | 1962-76              | |
| Deacon Jones^†‡        | 75 | DE           | Los Angeles Rams     | 1961-71              | |
| Jackie Slater          | 78 | OT           | Los Angeles Rams     | 1976-95              | |
| Isaac Bruce            | 80 | WR           | Los Angeles Rams     | 1994–07              | Ritirato come St. Louis Rams. |
| Jack Youngblood‡       | 85 | DT           | Los Angeles Rams     | 1971-84              | |
| Bob Griese             | 12 | QB           | Miami Dolphins       | 1967-80              | Numero indossato dal solo Griese, nella storia della franchigia e dal 1967 al 1969 indossato in AFL. |
| Dan Marino^‡±          | 13 | QB           | Miami Dolphins       | 1983-99              | |
| Larry Csonka           | 39 | FB           | Miami Dolphins       | 1968-74, 1979        | Numero indossato dal solo Csonka, nella storia della franchigia e dal 1968 al 1969 indossato in AFL. |
| Fran Tarkenton^±       | 10 | QB           | Minnesota Vikings    | 1961–1966, 1972–1978 | |
| Mick Tingelhoff        | 53 | C            | Minnesota Vikings    | 1962–1978            | |
| Jim Marshall           | 70 | DE           | Minnesota Vikings    | 1961–1979            | Numero indossato dal solo Marshall, nella storia della franchigia. |
| Korey Stringer         | 77 | OT           | Minnesota Vikings    | 1995-2000            | Ritirato postumo. |
| Cris Carter‡           | 80 | WR           | Minnesota Vikings    | 1990-2001            | |
| Alan Page^‡±           | 88 | DT           | Minnesota Vikings    | 1967-78              | |
| Gino Cappelletti       | 20 | WR / K       | New England Patriots | 1960–70              | Numero indossato dal solo Cappelletti, nella storia della franchigia. Dal 1960 al 1969 indossato in AFL e ritirato come Boston Patriots. |
| Mike Haynes^†‡         | 40 | CB           | New England Patriots | 1976–82              | |
| Steve Nelson           | 57 | LB           | New England Patriots | 1974–87              | |
| John Hannah^†‡         | 73 | OG           | New England Patriots | 1973–85              | |
| Bruce Armstrong        | 78 | OT           | New England Patriots | 1987–2000            | |
| Jim Lee Hunt           | 85 | DL           | New England Patriots | 1960–71              | Dal 1960 al 1969 indossato in AFL e ritirato come Boston Patriots. |
| Bob Dee                | 89 | DL           | New England Patriots | 1960–67              | Numero indossato dal solo Dee, nella storia della franchigia e solo in AFL. Ritirato come Boston Patriots. |
| Jim Taylor‡±           | 31 | FB           | New Orleans Saints   | 1967                 | |
| Doug Atkins‡           | 81 | DE           | New Orleans Saints   | 1967-69              | |
| Ray Flaherty           | 1  | DE           | New York Giants      | 1928–35              | Ritirato nel 1935, fu il primo caso in assoluto di ritiro di un numero di maglia tra i quattro maggiori sport professionistici americani. |
| Tuffy Leemans‡         | 4  | RB           | New York Giants      | 1936–43              | |
| Mel Hein^†‡±           | 7  | C / LB       | New York Giants      | 1931–45              | |
| Phil Simms             | 11 | QB           | New York Giants      | 1979–93              | |
| Ward Cuff              | 14 | HB           | New York Giants      | 1937-45              | Unico caso di numero ritirato in onore di due giocatori dalla stessa franchigia. |
| Y.A. Tittle±           | 14 | QB           | New York Giants      | 1961–64              | Unico caso di numero ritirato in onore di due giocatori dalla stessa franchigia. |
| Frank Gifford‡         | 16 | HB / WR      | New York Giants      | 1952–64              | |
| Al Blozis‡             | 32 | OT           | New York Giants      | 1942–44              | Ritirato postumo. |
| Joe Morrison           | 40 | RB / WR      | New York Giants      | 1959–72              | |
| Charlie Conerly        | 42 | QB           | New York Giants      | 1948–61              | |
| Ken Strong‡            | 50 | HB           | New York Giants      | 1936–47              | |
| Lawrence Taylor^†‡±    | 56 | LB           | New York Giants      | 1981–93              | |
| Joe Namath^            | 12 | QB           | New York Jets        | 1965-76              | Dal 1965 al 1969 indossato in AFL. |
| Don Maynard            | 13 | WR           | New York Jets        | 1963-72              | Dal 1963 al 1969 indossato in AFL. |
| Curtis Martin          | 28 | RB           | New York Jets        | 1998-2005            | |
| Joe Klecko             | 73 | DL           | New York Jets        | 1977–1987            | |
| Dennis Byrd            | 90 | DL           | New York Jets        | 1989–1992            | |
| Donovan McNabb         | 5  | QB           | Philadelphia Eagles  | 1999–2009            | |
| Steve Van Buren^†‡     | 12 | HB           | Philadelphia Eagles  | 1944–51              | |
| Brian Dawkins‡         | 20 | S            | Philadelphia Eagles  | 1996–2008            | Nonostante fu ritirato solo nel 2012 (anno di ritiro dal football di Dawkins), il nº 20 degli Eagles già a partire dal 2009, per volere del proprietario della franchigia, non fu più indossato da nessuno.                                                   |
| Tom Brookshier         | 40 | DB           | Philadelphia Eagles  | 1953–61              | |
| Pete Retzlaff          | 44 | RB / WR / TE | Philadelphia Eagles  | 1956–66              | |
| Chuck Bednarik^†‡      | 60 | LB / C       | Philadelphia Eagles  | 1949–62              | |
| Al Wistert‡            | 70 | OT           | Philadelphia Eagles  | 1943–51              | |
| Reggie White^†‡        | 92 | DE           | Philadelphia Eagles  | 1985–92              | Ritirato postumo. White è uno dei due soli giocatori della NFL, il cui numero è stato ritirato da due franchigie. |
| Jerome Brown           | 99 | DT           | Philadelphia Eagles  | 1987–91              | Ritirato postumo. |
| Ernie Stautner‡        | 70 | DT           | Pittsburgh Steelers  | 1950-63              | |
| Joe Greene^†‡          | 75 | DT           | Pittsburgh Steelers  | 1969-81              | |
| Dan Fouts‡             | 14 | QB           | San Diego Chargers   | 1973-87              | |
| Lance Alworth^†        | 19 | WR           | San Diego Chargers   | 1962-70              | |
| LaDainian Tomlinson^‡± | 21 | RB           | San Diego Chargers   | 2001-09              | |
| Junior Seau‡           | 55 | LB           | San Diego Chargers   | 1990-02              | Ritirato postumo. Unico caso di ritiro del numero, in seno ai Chargers, non sottoposto al vaglio del comitato "Chargers Hall of Fame". |
| Steve Young^±          | 8  | QB           | San Francisco 49ers  | 1987–1999            | |
| John Brodie            | 12 | QB           | San Francisco 49ers  | 1957–1973            | Col permesso di Brodie, fu concesso l'uso del numero al quarterback Trent Dilfer dal 2006 al 2007. |
| Joe Montana^†‡±        | 16 | QB           | San Francisco 49ers  | 1979-92              | |
| Joe Perry‡             | 34 | FB           | San Francisco 49ers  | 1948-60, 1963        | Dal 1948 al 1949 indossato in AAFC. |
| Jimmy Johnson‡         | 37 | CB           | San Francisco 49ers  | 1961–76              | |
| Hugh McElhenny‡        | 39 | RB           | San Francisco 49ers  | 1952–60              | |
| Ronnie Lott^†‡         | 42 | S / CB       | San Francisco 49ers  | 1981–90              | |
| Charlie Krueger        | 70 | DL           | San Francisco 49ers  | 1959–73              | |
| Leo Nomellini‡         | 73 | DT           | San Francisco 49ers  | 1950-63              | Nel 1949 indossato in AAFC. |
| Bob St. Clair‡         | 79 | OT           | San Francisco 49ers  | 1953–63              | |
| Jerry Rice^†‡          | 80 | WR           | San Francisco 49ers  | 1985–00              | |
| Dwight Clark           | 87 | WR           | San Francisco 49ers  | 1979–87              | |
| Tifosi (12º Uomo)      | 12 |              | Seattle Seahawks     | 1976–                | Unico caso nella NFL di ritiro del numero di maglia non indossato da un giocatore. |
| Walter Jones‡          | 71 | OT           | Seattle Seahawks     | 1997-09              | |
| Steve Largent‡         | 80 | WR           | Seattle Seahawks     | 1973–85              | Col permesso di Largent, fu concesso l'uso del numero al wide receiver Jerry Rice nel 2004. |
| Cortez Kennedy‡        | 96 | DT           | Seattle Seahawks     | 1990–2000            | |
| Derrick Brooks^‡       | 55 | LB           | Tampa Bay Buccaneers | 1995-08              | |
| Lee Roy Selmon^‡       | 63 | DE           | Tampa Bay Buccaneers | 1976-84              | Numero indossato dal solo Selmon, nella storia della franchigia. |
| Warren Sapp‡           | 99 | DT           | Tampa Bay Buccaneers | 1995-03              | |
| Warren Moon            | 1  | QB           | Tennessee Titans     | 1984–93              | Ritirato come Houston Oilers. |
| Earl Campbell^‡±       | 34 | RB           | Tennessee Titans     | 1978–84              | Indossato solo in AFL e ritirato come Houston Oilers. |
| Jim Norton             | 43 | S / P        | Tennessee Titans     | 1960-68              | Ritirato come Houston Oilers. |
| Mike Munchak‡          | 63 | OG           | Tennessee Titans     | 1982–93              | Ritirato come Houston Oilers. |
| Elvin Bethea           | 65 | DE           | Tennessee Titans     | 1968–83              | Indossato dal 1968 al 1969 in AFL e ritirato come Houston Oilers. |
| Bruce Matthews^‡       | 74 | OL           | Tennessee Titans     | 1983–01              | Unico caso nella storia della franchigia di numero indossato, dal giocatore al quale è stato ritirato, come Houston Oilers, Tennessee Oilers e Tennessee Titans.                                                                                              |
| Sammy Baugh^†‡         | 33 | QB / DB / P  | Washington Redskins  | 1937–52              | |